# كليفورد أوديتس
كليفورد أوديتس (بالإنجليزية: Clifford Odets)‏ (18 يوليو 1906 - 14 أغسطس 1963)، كاتب مسرحي وكاتب سيناريو ومخرج أمريكي. كان يُنظر إليه في منتصف الثلاثينيات على أنه الخليفة المحتمل للكاتب المسرحي الحائز على جائزة نوبل يوجين أونيل. اعتبارًا من يناير 1935، كانت مسرحيات أوديتس الاجتماعية مؤثرةً للغاية، خاصة في فترة الكساد الكبير. ألهمت أعماله الأجيال القادمة من الكتّاب المسرحيين، بما في ذلك: آرثر ميلر، بادي تشايفسكي، نيل سيمون، وديفيد ماميت. وبعد إنتاج مسرحيته صراع الليل في موسم 1941-1942، ركّز أوديتس بشكل أساسي على مشاريع الأفلام، وبقي في هوليوود للسنوات السبع القادمة. عاد إلى نيويورك في عام 1948 لمدة خمس سنوات ونصف، أنتج خلالها ثلاث مسرحيات أخرى من برودواي، واحدة منها فقط كانت ناجحة.

## النشأة
وُلد أوديتس في فيلادلفيا لوالديه لويس جي. أوديتس وبيرل غيزينغر، مهاجرين يهودين من أصل روسي-روماني، وترعرع في فيلادلفيا وبرونكس، نيويورك. ترك المدرسة الثانوية بعد عامين ليصبح ممثلاً وكاتبًا.

## مسيرته المهنية

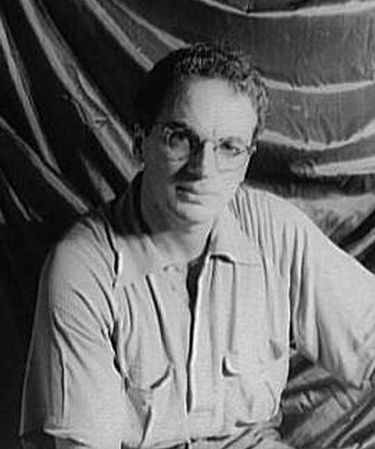
كليفورد أوديتس

### المسرح
تابع أوديتس العمل بشغف وإبداع كبير. شارك في مسابقات المواهب وظهر في العديد من المسرحيات وكان يُسجّل ويعلّق على الإعلانات. عمل أيضًا كناقدٍ درامي، وهذا ما سمح له بالدخول المجاني إلى عروض برودواي في وسط المدينة. وبهذه الصفة، رأى العرض المسرحي للفنان سيان أوكيسي من إنتاج برودواي عام 1926. وقد كان لهذا العمل تاثير قوي على أوديتس ككاتب مسرحي مستقبلًا.
أمضى أوديتس في أوائل العشرينيات من القرن العشرين، أربعة فصول كمستشار مسرحي في المعسكرات اليهودية في كاتسكيلز وبوكونوس. كان له علاقات واسعة مع شركات الأسهم، وخاصة شركة ماي ديسموند الشهيرة في فيلادلفيا، إذ لعب مجموعة كبيرة ومتنوعة من الأدوار في مسرح تشيستر، بنسلفانيا. جاءت أول تجربة له في برودواي في عام 1929 عندما مثّل في دورين صغيرين. حصل أوديتس على وظيفته الأولى في نقابة المسرح في خريف عام 1929. عمل في العديد من الأدوار الصغيرة المنتجة من قبل مسرح النقابة بين عاميّ 1929 و1931. كوّن في النقابة صداقة مع المدير شيريل كروفورد. اقترح كروفورد على هارولد كلورمان، الذي كان آنذاك قارئ مسرحيات في النقابة، أن يدعو أوديتس إلى اجتماع لمناقشة مفاهيم المسرح الجديدة التي كانوا يطورونها مع لي ستراسبرغ. وعلى الرغم من حيرته في البداية من مفهوم العمل كفن، إلا أن أوديتس سُحر من محادثات كلورمان وأصبح الممثل الأخير الذي وقع عليه الاختيار في الصيف الأول لمجموعة البروفات المسرحية في يونيو من عام 1931 في مركز بروكفيلد في كونيتيكت.
أصبح عضوًا في مسرح المجموعة في عام 1933، والذي أثبت أنه واحد من أكثر المشاريع تأثيرًا في تاريخ المسرح الأمريكي. إذ كانوا أول من استخدم تقنية التمثيل الجديدة للولايات المتحدة، التي ابتكرها الممثل والمخرج الروسي كونستانتين ستانيسلافسكي. طُوّرت هذه التقنية أيضًا من قبل مدير مسرح المجموعة لي ستراسبرغ وأصبحت معروفة باسم تقنية التمثيل المنهجي.
كتب أوديتس في بداياته مسرحيتين، الأولى عبارة عن سيرة ذاتية بعنوان شارع إيدن 910، والثانية عن بطله، بيتهوفن، بعنوان العمل (النصر). في أواخر عام 1932، بدأ أوديتس في كتابة مسرحية عن عائلة يهودية من الطبقة المتوسطة في برونكس، كانت تسمى في البداية أنا حصلت على البلوز. عمل بجد على هذه المسرحية وشارك مسوداتها مع كلورمان وزملائه الممثلين.

## وصلات خارجية
- كليفورد أوديتس على موقع IMDb (الإنجليزية)
- كليفورد أوديتس على موقع الموسوعة البريطانية (الإنجليزية)
- كليفورد أوديتس على موقع مونزينجر (الألمانية)
- كليفورد أوديتس على موقع ألو سيني (الفرنسية)
- كليفورد أوديتس على موقع ميوزك برينز (الإنجليزية)
- كليفورد أوديتس على موقع أول موفي (الإنجليزية)
- كليفورد أوديتس على موقع قاعدة بيانات برودواي على الإنترنت (الإنجليزية)
- كليفورد أوديتس على موقع قاعدة بيانات الأفلام السويدية (السويدية)
- كليفورد أوديتس على موقع إن إن دي بي (الإنجليزية)
- كليفورد أوديتس على موقع قاعدة بيانات الفيلم (الإنجليزية)
- أرشيف كليفورد أوديتس (بالإنجليزية)